# Jean-Marthe-Adrien Lhermitte
 (octobre 2011).
Pour les articles homonymes, voir Lhermitte.
Cet article concerne Jean-Marthe-Adrien Lhermitte. Pour son homonyme, également contre-amiral sous l'Empire, voir Pierre Lhermite.
Jean-Marthe-Adrien Lhermitte ou L'Hermitte, dit le Brave, né le 29 septembre 1766 à Coutances et mort le 28 août 1826 à Plessis-Picquet près de Paris) est un contre-amiral français.

## Formation
Fils d'un conseiller du roi aux bailliage et présidial de Cotentin, à l'âge de quatorze ans, il débuta dans la carrière maritime, comme novice à bord du Pilote-des-Indes, cotre garde-côte en croisière dans la Manche. Il participa alors à son premier abordage contre un corsaire britannique embusqué dans les îles Chausey. Embarqué fin 1780 comme volontaire sur le vaisseau Northumberland, il participa à la campagne de Grasse, à la bataille de la Chesapeake et à la prise de l'île Saint-Christophe.
Il fut ensuite embarqué sur la frégate La Médée rapportant les dépêches de Grasse en France; de ce fait il ne fut pas présent à la bataille des Saintes qui termina la campagne. Il fit la dernière année de guerre en tant qu'officier auxiliaire sur le lougre L'Oiseau puis la flûte La Pintade.
N'étant qu'officier bleu, il fut démobilisé à la fin de la guerre et s'enrôla dans la marine de commerce et fit, en qualité de lieutenant puis de second, plusieurs campagnes de pêche à Terre-Neuve sur des navires de Granville, la Modeste et la Surveillante.
En 1787, il profita de la réforme du ministère faite par Castries et réintégra la marine royale comme sous-lieutenant de vaisseau. Il navigua notamment sur le vaisseau L'Achille, puis sur différents petits bâtiments de guerre escortant la flotte marchande de Granville.

## La Révolution

### Campagnes en Manche et en Atlantique
Second sur la frégate Résolue dès le début de la guerre contre la Grande-Bretagne en février 1793, il participe à la guerre de course en Manche et sur les côtes atlantiques. Lieutenant de vaisseau au mois d'août 1793, il reçoit en octobre le commandement de la frégate Tamise (anciennement HMS Thames) prise par la division à laquelle appartenait la Résolue. Il est d'abord chargé de tester les qualités techniques du bâtiment, première prise faite par les Français sur la Royal Navy depuis le début de la guerre, puis il effectue deux brèves croisières de course en Manche particulièrement fructueuses. Toujours au commandement de la Tamise, frégate du vaisseau amiral, il participe à la campagne de prairial an II au sein de la flotte commandée par Louis Thomas Villaret de Joyeuse, et en particulier à la grande bataille du 13 prairial an II (1er juin 1794).

### Campagne d'Irlande et de Norvège
En 1795, il commanda la frégate La Seine, et eut sous ses ordres une division qui alla croiser sur les côtes d'Irlande, et fit un nombre important de prises, en général de peu de valeur, sauf la corvette HMS Hound. Il se rendit ensuite avec deux frégates et une corvette à Christiansand et visita différents ports de Norvège, neutre comme le Danemark dont elle dépendait, dans le but d'y récupérer des prises qui s'y étaient réfugiées. Bloqué par des avaries et par le froid, il fut contraint d'y passer l'hiver 1794-1795 pendant lequel ses équipages furent décimés par la maladie ; il revint en France au printemps 1795, remorquant trois prises jusqu'à Lorient; toutefois, prise dans la tempête, sa seconde frégate, la Galathée sombra sur les rochers de Penmarc'h.

### Les mers de l'Inde
En février 1796, il commanda la frégate La Vertu dans la division de l'amiral Sercey à destination de l'île de France. Il participa aux différentes campagnes et combats de la division dans l'océan Indien. Il fut sérieusement blessé lors de la rencontre avec deux vaisseaux de ligne britanniques. 
En 1798, commandant la frégate La Preneuse, il appareilla avec la mission de reconduire à Mangalore les ambassadeurs que Tipoo-Saëb, sultan de Mysore, avait envoyés au gouverneur de l'île de France pour demander des secours contre les Britanniques. En passant devant Tellicherry, il vit au mouillage deux vaisseaux de la compagnie des Indes : c'était une bonne fortune, il voulut en profiter ; mais au moment où il manœuvrait pour aller les attaquer, un de ces terribles orages si fréquents dans ces mers éclata inopinément. La foudre tomba sur La Preneuse; le feu prit à bord, le commandant lui-même reçut plusieurs éclats de mâture. L'orage passé, on répara la frégate. Elle fondit ensuite sur les deux vaisseaux qui amenèrent leur pavillon dès les premières bordées.
Arrivé à la colonie hollandaise de Surabaya, Lhermitte voulut faire remettre à l'amiral Sercey les pavillons britanniques pris à Tellicherry. Cela donna lieu à une révolte à bord de La Preneuse; l'équipage voulait garder ses trophées et s'opposa à leur débarquement, en disant que, conquis par la frégate, ils étaient sa propriété et non celle de l'amiral. Lhermitte n'était pas homme à souffrir une pareille insubordination ; il tomba à coups de sabre sur les mutins, dispersa les meneurs et les fit mettre aux fers. Cinq matelots, déclarés chefs de la révolte, furent condamnés à mort par un conseil de guerre et fusillés sur le pont.
Quittant les côtes de Java, Lhermitte alla faire une croisière de trois mois dans la mer de Chine méridionale. Après cette campagne qui eut pour résultat la destruction de plus de quarante bâtiments britanniques, La Preneuse et la corvette Brûle-Gueule revinrent à l'île de France, où une division ennemie les bloqua durant trois semaines dans le fond de la baie de la Rivière Noire avant qu'elles pussent entrer au port. Lhermitte eut l'idée de débarquer ses canons de tribord inutiles et de les placer en batterie à terre jusqu'à ce que les vaisseaux anglais doivent se retirer. Ce combat est désigné sous le nom de second combat de la Rivière noire.
Lhermitte reprit la mer aussitôt que sa frégate eut reçu les réparations dont elle avait besoin. Il alla croiser dans les parages du cap de Bonne-Espérance, sur les côtes de Madagascar et dans le canal du Mozambique. Le 4 septembre 1799, à la chute du jour, il aperçut dans la baie de Lagoa cinq bâtiments que la brume lui fit prendre pour des navires de commerce. Sa frégate jeta l'ancre à demi-portée de canon de leur mouillage. Il se proposait de les attaquer le lendemain matin, mais il ne tarda pas à être lui-même assailli par eux. L'engagement dura près de six heures, La Preneuse eut une quarantaine d'hommes hors de combat et Lhermitte, craignant une avarie qui l'immobiliserait dans cette zone hostile, préféra se retirer. Elle avait affaire à une flûte armée de 40 canons et un brick mais surtout à un fortin à terre doté d'une artillerie redoutable. 

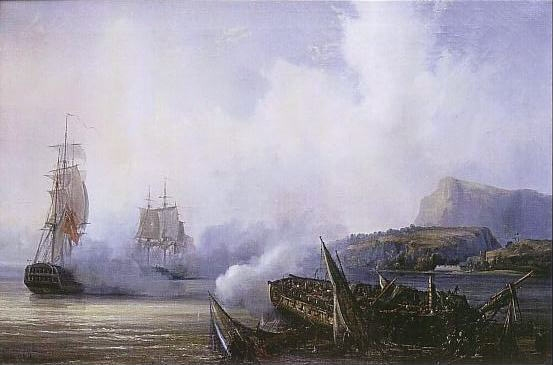
Combat entre le HMS Jupiter et La Preneuse

Dans les jours qui suivirent, La Preneuse, qui s'était rapprochée du cap de Bonne-Espérance, fit rencontre, sur le banc des Aiguilles, d'un vaisseau britannique de 54, le Jupiter, devant lequel elle prit chasse. L'ennemi la poursuivit pendant vingt-deux heures; mais sa marche étant supérieure à celle de la frégate française, ses boulets finirent enfin par l'atteindre. Réduit à se laisser amariner ou à livrer combat, Lhermitte vira de bord et attaqua le vaisseau. La canonnade fut vive de part et d'autre, le vaisseau anglais ne pouvant toutefois utiliser sa batterie basse (les canons de plus gros calibre en raison de la mer trop agitée).
Les deux bâtiments évoluèrent pour se prendre par leur faible ; le Français, plus habile, plus prompt dans ses manœuvres, parvint à envoyer en poupe à son adversaire plusieurs volées d'enfilade qui mirent le désordre à son bord. Lhermitte saisit ce moment de confusion pour tenter l'abordage; mais l'ennemi, prévenant cette intention, rompit le combat et se sauva sous toutes voiles. La frégate française essaya à son tour de donner la chasse mais le vaisseau était trop rapide et réussit à s'enfuir.
Lhermitte poursuivit sa campagne jusqu'à la date prévue par ses ordres bien que la Preneuse fût affaiblie par ses deux combats et son équipage ravagé par le scorbut. Mais, en vue des pics de l'île de France, un vaisseau britannique apparut sous le vent de la voile française. La frégate changea son sillage pour éviter l'ennemi qui n'osa la poursuivre ; mais aux atterrages, quand elle se croyait hors de tout danger, un autre vaisseau se trouva encore sur sa route, et celui-ci paraissait décidé à lui disputer le passage. Elle veut gagner un mouillage protégé par le canon de la côte. Parvenue à la baie du Tombeau, célèbre par la découverte du corps de Virginie après le naufrage du Saint-Géran dans le roman Paul et Virginie de Bernardin de Saint-Pierre, une suite de vents brusques et violents, saisissant La Preneuse, la jette sur un récif de corail au moment où elle allait échapper à la poursuite de l'ennemi. Les deux vaisseaux arrivent alors sur elle et l'écrasent de leurs bordées. Lhermitte, voyant sa perte inévitable, fait débarquer ses nombreux blessés, ses malades plus nombreux encore, puis son équipage. Resté à bord avec son état-major et quelques hommes de sa maistrance qui ne voulurent point le quitter, il fit saborder sa frégate, et c'est seulement lorsqu'il la vit hors d'état de pouvoir être relevée qu'il amena son pavillon. Lhermitte, victime d'une maladie contractée probablement lors d'un séjour à Batavia est présenté comme étant lui-même très malade au moment de cette reddition.
Il fut conduit avec ses officiers sur le vaisseau L'Adamant, commandé par le commodore William Hotham, où on le reçut avec tous les égards dus. Quelques jours plus tard, l'état-major de La Preneuse fut mis en liberté sur parole, à la demande du gouverneur de l'île de France. L'arrivée de Lhermitte dans cette colonie fut un véritable triomphe ; il se vit accueilli à son débarquement par une foule enthousiaste qui voulait le porter sur un brancard de lauriers jusqu'à l'hôtel du gouverneur, pendant qu'un salut de quinze coups de canon se joignait aux acclamations publiques pour rendre hommage à sa valeur.
Lhermitte souffrait depuis déjà un an ou deux d'une maladie tropicale contractée probablement lors d'un séjour à Batavia (Jakarta). Il était atteint de crises nerveuses périodiques paralysantes qui allaient le poursuivre tous le reste de sa vie. Cette maladie est à l'origine de la légende inventée de toutes pièces par Louis Garneray, selon laquelle il aurait été victime d'un empoisonnement par un espion britannique à l'île de France en 1800, hypothèse absurde pourtant reprise régulièrement. Lhermitte souffrira de cette maladie tropicale tout le reste de sa vie et écourtera sa carrière en mer.

## Lhermitte «le Brave»
Lhermitte ne tarda pas à être échangé ; il rentra en France dans le courant d'octobre 1801. Le premier Consul, qui connaissait ses hauts faits, le manda aux Tuileries pour lui donner de vive voix le témoignage de son estime, et lui remettre de sa main le brevet de capitaine de vaisseau de première classe. C'est à cette occasion que Bonaparte lui décerna le qualificatif de « Brave » qui sera assez systématiquement accolé à son nom par la suite.
En 1802, Lhermitte alla prendre à Lorient le commandement du vaisseau le Brutus, qu'il conduisit à Brest. Il passa ensuite au commandement du vaisseau l'Alexandre, puis à celui du trois ponts le Vengeur, sur lequel l'amiral Truguet avait son pavillon. À la suite de la révocation de Truguet qui s'était déclaré opposé à la proclamation de l'Empire, Lhermitte connut une disgrâce d'à peu près un an pendant lequel il n'eut aucun commandement.

## L'Empire

### La division Lhermitte
En 1805, il commandait sur le vaisseau Regulus une division chargée d'une croisière sur les côtes des Açores, du Cap Vert et de la côte d'Afrique, et enfin sous la ligne, se rendit de là aux Antilles, où il se signala par un grand nombre de captures. Sa division fut dispersée par un ouragan en août 1806 et il rentra à Brest avec le seul Regulus, le 2 octobre 1806, après avoir échappé à la chasse de quatre vaisseaux britanniques.
Pendant cette croisière, Lhermitte prit 26 bâtiments de guerre ou de commerce (notamment plusieurs gros bâtiments négriers) ayant à bord 1 570 hommes d'équipage et 229 canons. Il fit éprouver au Royaume-Uni une perte de 10 millions de livres.
Napoléon Ier l’élève au grade de contre-amiral et le fait baron de l'Empire en 1807.

### Un commandement écourté à Rochefort
Il commanda quelques mois l'escadre de Rochefort avec pavillon sur le vaisseau Ville de Varsovie d'octobre 1808 à mi-février 1809 quand la maladie le contraignit à quitter son seul vrai commandement en tant que contre-amiral ; la persistance de sa maladie ne lui permettra plus d'exercer aucun commandement à la mer par la suite.

### Le conseil de guerre des brûlots de l'île d'Aix
Un décret impérial, daté d'Ebersdorf, le nomma commissaire impérial, c’est-à-dire procureur, près le conseil de guerre que ce décret convoquait à Rochefort, afin de juger quatre capitaines de vaisseau à la suite de l'attaque par une flottille de brûlots tentée par les amiraux britanniques Thomas Cochrane de Dundonald et John James Gambier, pour détruire sur la rade de l'île d'Aix l'escadre de l'amiral Allemand, dans la nuit du 12 avril 1809. Lhermitte, fidèle aux ordres du ministre de la Marine et des colonies Decrès, se montra particulièrement sévère vis-à-vis des capitaines dont un fut condamné à mort et un autre destitué, tout en évitant toute mise en cause de l'amiral Zacharie Allemand qui avait pourtant fait preuve d'une totale inefficacité et aurait dû être le premier accusé du désastre.

### Préfet maritime à Toulon
L'Empereur appela, en 1811, le contre-amiral Lhermitte à la préfecture maritime de Toulon, poste important qu'il occupa jusqu'au début des Cent Jours. Il commanda par intérim pendant quelques mois en 1812 l'escadre de la Méditerranée, totalement stationnaire à cette époque, avant de revenir à sa préfecture. 
Pendant toute cette période, régulièrement affecté par sa maladie, il fut fréquemment suppléé par le capitaine de vaisseau Christy-Pallière.
En 1814, Louis XVIII l'envoya, avec le vaisseau  Ville-de-Marseille, prendre à Palerme le duc d'Orléans et sa famille pour les ramener en France. Le baron Lhermitte, officier de la Légion d'honneur depuis la création de l'Ordre, reçut en cette circonstance la croix de l'ordre de Saint-Louis.
Lhermitte reprit à son retour ses fonctions de préfet maritime malgré sa santé difficile. Au retour de Napoléon Ier de l'île d'Elbe, il se déclara maladroitement en faveur du roi et fut immédiatement limogé.

### Fin de carrière

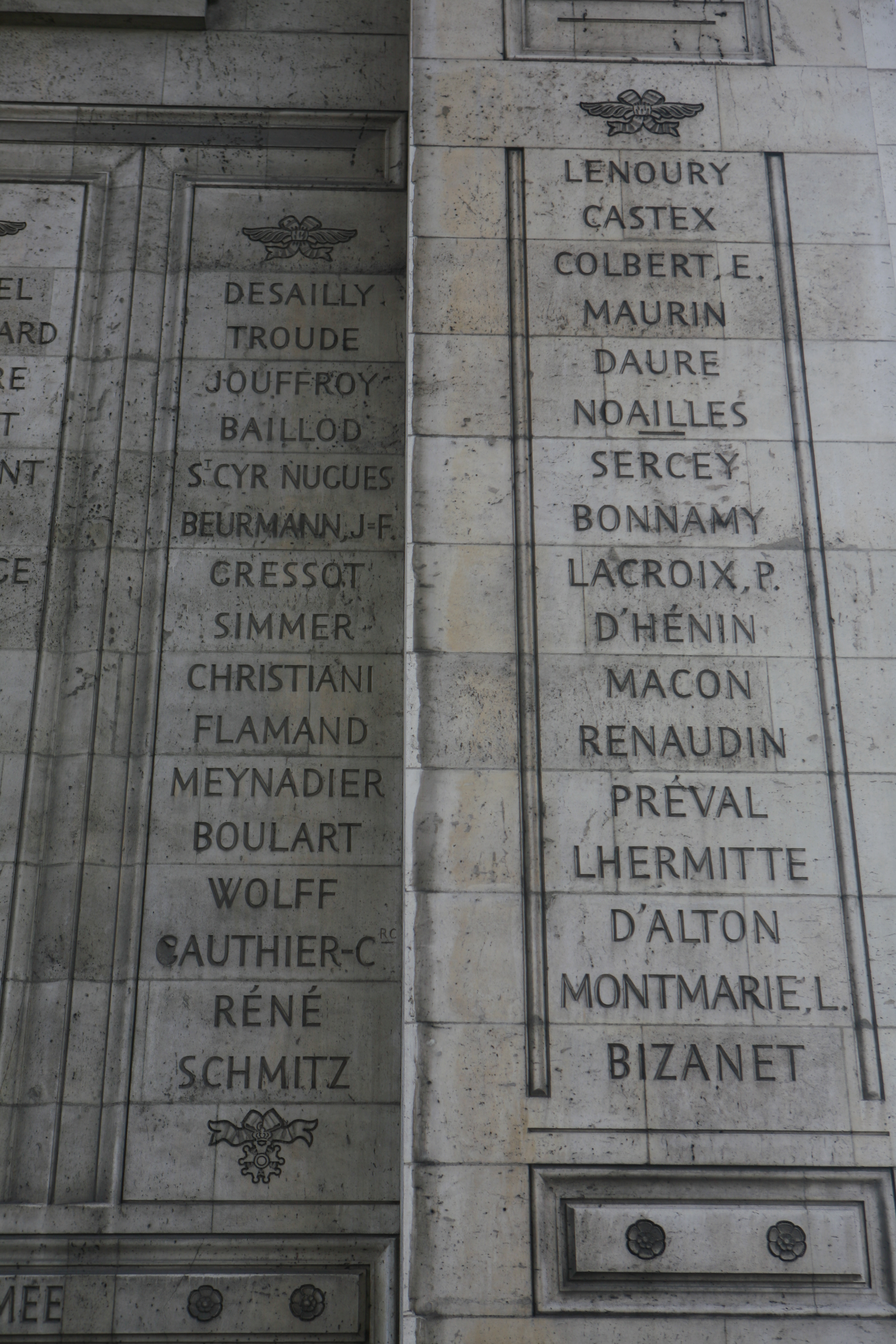
Le nom de Lhermitte gravé sur l'arc de triomphe de l'Étoile

Mis à la retraite en janvier 1816, vice-amiral à titre honoraire, il est mort au Plessis-Picquet (aujourd'hui Le Plessis-Robinson) près de Paris le 28 août 1826. Son nom est inscrit sur l'arc de triomphe de l'Étoile.
Ses traits, ainsi que ceux de son épouse nous sont connus par deux pastels de Langlois de Sézanne, donné par la famille Lhermitte au musée de Coutances. Ce musée dispose aussi d'un portrait en médaillon par Fanish: le capitaine Lhermitte en 1793.
Jean Lhermitte était franc-maçon, initié en novembre 1790 par la loge Les Élus de Sully de Brest qui comptait de nombreux officiers de marine.

## Armoiries
| Figure | Blasonnement |
|        | Armes du baron Jean-Marthe-Adrien Lhermitte et de l'Empire Écartelé : au 1er, d'or au palmier terrassé au naturel ; au 2e, des barons militaires ; au 3e, de gueules à une poupe de vaisseau avec ses mâts et un pavillon à celui de l'arrière, le tout d'argent ; au 4e, d'azur à une tête d'ours blanc au naturel, posée en barre et mouvante du canton senestre. |

## Sources et bibliographie
- « Jean-Marthe-Adrien Lhermitte », dans Charles Mullié, Biographie des célébrités militaires des armées de terre et de mer de 1789 à 1850, 1852 [détail de l’édition]
- Louis Garneray, Voyages, Aventures et Combats, tome 1: Corsaire de la République, nombreuses ré-éditions, notamment Éditions Phébus, Paris 1985 et Payot, 1991.
- Georges Six, Dictionnaire biographique des Généraux et Amiraux français de la Révolution et de l'Empire, Librairie historique et nobiliaire, Georges Saffroy éditeur, Paris 1934
- O. Troude, Les Batailles navales de la France (tomes 2 et 3), Paris 1867
- Auguste Thomazi, Les Marins de Napoléon, Tallandier, Paris 1978
- André Di Ré, La Tamise, une frégate légère dans la campagne de Prairial, Chronique d'Histoire Maritime no 61, Société Française d'Histoire Maritime, Paris 2006.
- Jean-Paul Bonami, Lhermitte, le capitaine Bravoure, éditions Romillat, Paris, 2005.